# Anklav
Anklav é uma cidade e um município no distrito de Anand, no estado indiano de Guzerate.

## Demografia
Segundo o censo de 2001, Anklav tinha uma população de 19,805 habitantes. Os indivíduos do sexo masculino constituem 53% da população e os do sexo feminino 47%. Anklav tem uma taxa de alfabetização de 62%, superior à média nacional de 59.5%; com 60% para o sexo masculino e 40% para o sexo feminino. 14% da população está abaixo dos 6 anos de idade.